# ميلان غاييتش
ميلان غاييتش (بالسيريلية الصربية: Mилaн Гajић) (مواليد 17 نوفمبر 1986 في كروشيفاتس، جمهورية يوغوسلافيا الاشتراكية الاتحادية) هو لاعب كرة قدم صربي يلعب مع نادي يانغ بويز كلاعب وسط. بدأ ميلان غاييتش مسيرته الرياضية عام 2006 مع نابريداك كروشيفاتس.

## روابط خارجية
- ميلان غاييتش على موقع الاتحاد الأوربي (الإنجليزية)
- ميلان غاييتش على موقع قاعدة بيانات كرة القدم.إي يو (الإنجليزية)
- ميلان غاييتش على موقع Soccerway.com (الإنجليزية)
- ميلان غاييتش على موقع عالم كرة القدم.نت (الإنجليزية)
- ميلان غاييتش على موقع AS.com (الإسبانية)
- ميلان غاييتش – سجل منافسات اليويفا